# The Masquerader (film din 1914)
The Masquerader este un film american de comedie din 1914 produs de Mack Sennett și scris și regizat de Charlie Chaplin. În alte roluri interpretează actorii Roscoe 'Fatty' Arbuckle, Chester Conklin și Charles Murray.

## Distribuție
- Charlie Chaplin - Film actor
- Roscoe 'Fatty' Arbuckle - Film actor
- Chester Conklin - Film actor
- Charles Murray - Film director
- Fritz Schade - Actor/villain
- Minta Durfee - Leading lady
- Cecile Arnold - Actress
- Vivian Edwards - Actress
- Harry McCoy - Actor
- Charley Chase - Actor
- Jess Dandy - Actor